# 요시다 준키
요시다 준키(영어: Junki Yoshida, 1949년 12월 7일~)는 미국의 기업인이다. 요시다 소스의 창업자이자 요시다 그룹 회장이다. 재일 한국인 2세 출신이며, 1977년에 미국 국적을 취득했다.2005년에 뉴스워크는 「세계에서 가장 존경받는 일본인 100」중 한 명으로 그를 지목했으며, 2017년 7월에 일본과 미국의 우호적 관계 공헌의 공으로 외무대신상을 수상했다.